# عارف الحاج
عارف هيثم عارف الحاج مواليد 28 مايو 2001 هو لاعب كرة قدم أردني محترف يلعب في مركز الجناح في نادي الحسين الرياضي في الدوري الأردني للمحترفين ومنتخب الأردن .

## المسيرة الكروية

### الصريح
ولد في اربد وهو فئات لاعبين الصريح.

#### جبل المكبر (إعارة)
وبعد ترقيته إلى الفريق الأول بنادي الصريح، تمت إعارته إلى نادي جبل المكبر الفلسطيني ، حيث أصبح أحد المساهمين الرئيسيين في فوزهم بلقب الدوري الممتاز في الضفة الغربية عام 2023.

#### الفيصلي (إعارة)
أبدت أندية أردنية مثل الوحدات والحسين اهتمامها بعارف الحاج، بعد هبوط الصريح من الدرجة الأولى الأردنية.  ومع ذلك، في 12 يوليو 2023، وقع عارف الحاج عقد إعارة لمدة موسم واحد مع نادي الفيصلي .
كان مساهمًا في فوز الفيصلي الأول على الإطلاق بدوري أبطال آسيا ، بتسجيله هدفًا في الدقيقة 85 ضد السد .
وأنهى عارف الحاج فترة إعارته بتسجيله 9 أهداف وصنع 10 أهداف أخرى.

### الحسين
في 16 يوليو 2024، وقع عارف الحاج عقدًا دائمًا مع نادي الحسين.

## المسيرة الدولية
كان الحاج لاعبًا دوليًا للشباب في الأردن، حيث مثل منتخب الأردن تحت 23 عامًا في كأس آسيا تحت 23 عامًا 2024 التي أقيمت في قطر.  في ديسمبر 2023.

## أسلوب اللعب
يُوصف عارف الحاج بأنه لاعب طويل القامة ورشيق، ويتمتع بقدرة استثنائية على التحكم في الكرة، وأقدام مبهرة، ونظرة حقيقية للتمرير وقدرة قوية على إنهاء الهجمات.  وهو قادر على اللعب في دور متقدم على اليمين، خلف المهاجم المركزي أو كجزء من خط هجومي مزدوج.

## إحصائيات المهنة

### نادي
آخر تحديث 8 August 2024.
| نادي    | موسم                  | الدوري                   | الدوري    | الدوري  | كأس       | كأس     | كأس الدوري | كأس الدوري | قارية     | قارية   | المجموع   | المجموع |
| نادي    | موسم                  | قسم                      | التطبيقات | الأهداف | التطبيقات | الأهداف | التطبيقات  | الأهداف    | التطبيقات | الأهداف | التطبيقات | الأهداف |
| ------- | --------------------- | ------------------------ | --------- | ------- | --------- | ------- | ---------- | ---------- | --------- | ------- | --------- | ------- |
| الفيصلي | 2023–24               | الدوري الاردني للمحترفين | 1         | 0       | 0         | 0       | 0          | 0          | 0         | 0       | 0         | 0       |
| الفيصلي | المجموع               | المجموع                  | 0         | 0       | 0         | 0       | 0          | 0          | 0         | 0       | 0         | 0       |
| الحسين  | 2024–25               | الدوري الاردني للمحترفين | 1         | 0       | 0         | 0       | 1          | 0          | 1         | 3       | 2         | 3       |
| الحسين  | مجموع المسيرة المهنية | مجموع المسيرة المهنية    | 2         | 0       | 0         | 0       | 0          | 0          | 0         | 0       | 0         | 3       |

1. تتضمن كأس الاتحاد الأردني لكرة القدم
2. تتضمن كأس درع الأردن
3. تشمل دوري أبطال آسيا ودوري أبطال آسيا الدرجة الثانية

## الأوسمة
جبل المكبر
- الدوري الممتاز للضفة الغربية: 2022–23

الفيصلي
- كأس درع الأردن: 2023

## روابط خارجية
- عارف الحاج  على سكروي